# Куркинское шоссе
Куркинское шоссе — улица в Северо-Западном административном округе Москвы, в районе Куркино между МКАД и рекой Сходня.

## Происхождение названия
Выделено в 1986 году из Куркино-Машкинского шоссе. Сохраняет название бывшей деревни Куркино, включённой вместе с новым посёлком Куркино-Радиополе в состав Москвы в 1985 году.

## Описание
Куркинское шоссе начинается от МКАД в Химках, где пересекает улицы Панфилова и Бабакина и Молодёжную улицу. В пределах Москвы проходит с востока на запад, пересекает Новокуркинское шоссе, Ландышевую улицу, справа от него отходит Захарьинская улица. Затем поворачивает на северо-запад, спускается в долину реки Сходня, за которой выходит из пределов Москвы (внутригородская территория «Новогорск» Химок). Далее шоссе проходит дугой мимо дома отдыха «Нагорное» на север, вновь пересекает реку Сходня и переходит в Машкинское шоссе.

## Примечательные здания и сооружения
- № 17 — Почтовое отделение № 466
- № 17, корпус 3 — Детский сад № 2535 «Солнечный город»
- № 29 — Туберкулезная клиническая больница № 3 им. Г. А. Захарьина